# Bray Wanderers F.C.
Bray Wanderers (irl. Cumann Peile Fánaithe Bhré) – irlandzki klub sportowy z siedzibą w mieście Bray. Klub gra w rozgrywkach League of Ireland First Division.

## Historia
Chronologia nazw:
- 1942: Bray Wanderers Association Football Club
- 2010: Bray Wanderers Football Club
- 11.2021: Bray Wanderers Football Club – po fuzji z Cabinteely FC

## Europejskie puchary
Legenda do wszystkich tabel:
- Q – runda eliminacyjna, 1/16, 1/8, 1/4, 1/2 – odpowiednia faza rozgrywek, Grupa – runda grupowa, 1r gr – pierwsza runda grupowa, 2r gr – druga runda grupowa, F – finał, R – runda, PO – play-off
- k. – rzuty karne, los. – losowanie, Dogr. – dogrywka, w. – zasada bramek strzelonych na wyjeździe

| Sezon     | Rozgrywki                 | Runda | Przeciwnik   | Dom | Wyjazd | Ogólnie |
| --------- | ------------------------- | ----- | ------------ | --- | ------ | ------- |
| 1990/91   | Puchar Zdobywców Pucharów | Q     | Trabzonspor  | 1–1 | 0–2    | 1–3     |
| 1999/2000 | Puchar UEFA               | Q     | Grasshoppers | 0–4 | 0–4    | 0–8     |